# Nadleśnictwo Toruń
Nadleśnictwo Toruń – jednostka organizacyjna Lasów Państwowych, podległa Regionalnej Dyrekcji Lasów Państwowych w Toruniu. Siedziba Nadleśnictwa znajduje się przy ul. Polnej 34/38.
Leśnictwa: Gutowo, Łysomice, Olek, Wrzosy, Janowo, Kamieniec, Raciniewo, Strzyżawa, Wałdowo, Szkółka Zespolona Janowo.

## Historia
Nadleśnictwo Toruń powstało w 1949 roku, a w 1959 roku zmieniono jego nazwę na Olek. W 1973 roku w wyniku połączenia nadleśnictw: Olek, Ostromecko i fragment Nadleśnictwa Chełmno powołano do życia Nadleśnictwo Ostromecko, które funkcjonowało do 1976 roku, kiedy to jego obręby przypisano do sąsiednich nadleśnictw.
W 1993 roku reaktywowano Nadleśnictwo Toruń, które funkcjonuje do dziś.

## Ochrona przyrody
- Rezerwaty: Las Piwnicki, Linje, Reptowo, Las Mariański, Wielka Kępa, Płutowo, Zbocza Płutowskie[4]
- Parki krajobrazowe: Zespół Parków Krajobrazowych nad Dolną Wisłą[5]
- Na terenie nadleśnictwa znajdują się 35 obiekty uznane za pomniki przyrody[6].